# Baiern (Bawaria)
Baiern – gmina w Niemczech, w kraju związkowym Bawaria, w rejencji Górna Bawaria, w regionie Monachium, w powiecie Ebersberg, wchodzi w skład wspólnoty administracyjnej Glonn. Leży około 15 km na południowy zachód od Ebersberga.

## Demografia
| Rok  | Liczba mieszk. |
| ---- | -------------- |
| 1970 | 986            |
| 1987 | 1 048          |
| 2000 | 1 402          |
| 2007 | 1 484          |

Dane o ludności z 31 grudnia 2008:
| Opis                                | Ogółem | Ogółem | Kobiety | Kobiety | Mężczyźni | Mężczyźni |
| ----------------------------------- | ------ | ------ | ------- | ------- | --------- | --------- |
| Jednostka                           | osób   | %      | osób    | %       | osób      | %         |
| Populacja                           | 1485   | 100    | 711     | 47,88   | 774       | 52,12     |
| Wiek przedprodukcyjny (0–17 lat)    | 342    | 23,03  | 175     | 11,78   | 167       | 11,25     |
| Wiek produkcyjny (18–65 lat)        | 942    | 63,43  | 434     | 29,23   | 508       | 34,21     |
| Wiek poprodukcyjny (powyżej 65 lat) | 201    | 13,54  | 102     | 6,87    | 99        | 6,67      |

## Polityka
Wójtem gminy jest Josef Zistl, rada gminy składa się z 12 osób.
|      | Wählergemeinschaft Einigkeit | Razem |
| 2008 | 12                           | 12    |
| 2002 | 12                           | 12    |

## Oświata
W gminie znajduje się przedszkole (50 miejsc).